# Gerhardtia borealis
Gerhardtia borealis är en svampart som tillhör divisionen basidiesvampar, och som först beskrevs av Fr., och fick sitt nu gällande namn av Marco (E.) Contu och Antonio Ortega. Gerhardtia borealis ingår i släktet Gerhardtia, och familjen Lyophyllaceae. Arten är reproducerande i Sverige.